# L'Estrech
L'Estrech (en francès Lettret) és un municipi francès situat al departament dels Alts Alps i a la regió de Provença – Alps – Costa Blava.

## Demografia
| 1821                                       | 1962 | 1968 | 1975 | 1982 | 1990 | 1999 | 2006 | 2018 |
| ------------------------------------------ | ---- | ---- | ---- | ---- | ---- | ---- | ---- | ---- |
| 134                                        | 73   | 61   | 55   | 81   | 92   | 109  | 153  | 187  |
| Des de 1962: població sense dobles comptes |      |      |      |      |      |      |      |      |

## Administració
| Període           | Identitat                | Partit |
| ----------------- | ------------------------ | ------ |
| 1969-1978         | Henri Vidou              |        |
| 1978-2001         | Georges Cogno            |        |
| 2001-2009         | Jean-Michel Portigliatti | UMP    |
| 2009-juny de 2011 | Michel Rousselle         |        |
| juny de 2011-2014 | Gérard Parmentier        |        |
| 2014-             | Rémy Oddou               |        |

|}